# Tournée mondiale 9.29Hz
Tournées par Zhou Shen
Planète C-929
(2019-2010) ShenShen
(2025)
Tournée mondiale 9.29Hz (9.29Hz世界巡迴演唱會) est la troisième tournée de concerts du chanteur chinois Zhou Shen. Elle débuta le 18 mai 2024 jusqu'au 13 avril 2025, comprenant 30 concerts à travers 6 pays.

## Contexte
9.29Hz (référence aussi à sa date anniversaire le 9 septembre) est une fréquence inaperçue à l'oreille humaine puisque celle-ci entend entre 20Hz à 20 000Hz. Les fans de Zhou Shen ont donné une signification à sa vie, car auparavant, il était une petite fréquence méconnue du public.
Cette tournée inclut plusieurs de ses chansons classiques tels que Gros poisson (大魚) et Lumineux (光亮) ainsi que celles de son second album Shenself.

## Anecdotes
Malheureusement, son concert de Londres au Royaume-Uni, qui avait lieu le 14 février 2025 au 02 Arena, dû être annulé car Zhou Shen avait mal à la gorge et une fièvre de plus de 40°C. Il a tout de même tenu un discours, les larmes aux yeux. Une procédure de remboursement a été établie pour les frais des billets, d'hébergement et de transport pour les spectateurs.
Lors de son concert à Melbourne, un problème sonore est survenu lors de sa performance de Chanson de l'île paradisiaque (天堂岛之歌). Zhou Shen a bavardé avec les spectateurs pendant que les techniciens réglaient la situation. Le problème est revenu à nouveau pendant la reprise de la chanson et il a dû la terminé acappella.

## Dates et lieux
| No. | Date              | Pays        | Ville        | Venue                                                   | Capacité | Réf.   |
| --- | ----------------- | ----------- | ------------ | ------------------------------------------------------- | -------- | ------ |
| 1   | 18 mai 2024       | Chine       | Shanghaï     | Mercedes-Benz Arena                                     | 18 000   |        |
| 2   | 19 mai 2024       | Chine       | Shanghaï     | Mercedes-Benz Arena                                     | 18 000   |        |
| 3   | 1er juin 2024     | Chine       | Shenzhen     | Stade du centre sportif universitaire de Shenzhen       | 18 000   |        |
| 4   | 15 juin 2024      | Chine       | Chengdu      | Parc sportif du lac Dong'an                             | 34 471   |        |
| 5   | 13 juillet 2024   | Chine       | Guiyang      | Centre olympique de Guiyang                             | 44 000   | [ 3 ]  |
| 6   | 27 juillet 2024   | Chine       | Wuhan        | Stade du centre sportif de Wuhan                        | 35 000   | [ 4 ]  |
| 7   | 10 août 2024      | Chine       | Nankin       | Stade du Centre sportif olympique de Nankin             | 70 000   | [ 5 ]  |
| 8   | 11 août 2024      | Chine       | Nankin       | Stade du Centre sportif olympique de Nankin             | 70 000   | [ 5 ]  |
| 9   | 23 août 2024      | Chine       | Hangzhou     | Stade olympique de Hangzhou                             | 100 000  | [ 6 ]  |
| 10  | 24 août 2024      | Chine       | Hangzhou     | Stade olympique de Hangzhou                             | 100 000  | [ 6 ]  |
| 11  | 7 septembre 2024  | Chine       | Shenyang     | Centre sportif olympique de Shenyang                    | 36 000   | [ 7 ]  |
| 12  | 21 septembre 2024 | Chine       | Pékin        | Stade national de Pékin                                 | 120 000  | [ 8 ]  |
| 13  | 22 septembre 2024 | Chine       | Pékin        | Stade national de Pékin                                 | 120 000  | [ 8 ]  |
| 14  | 6 octobre 2024    | Chine       | Chongqing    | Centre sportif olympique de Chongqing                   | 70 000   | [ 9 ]  |
| 15  | 7 octobre 2024    | Chine       | Chongqing    | Centre sportif olympique de Chongqing                   | 70 000   | [ 9 ]  |
| 16  | 9 novembre 2024   | Chine       | Suzhou       | Centre sportif de Suzhou                                | 60 000   | [ 10 ] |
| 17  | 10 novembre 2024  | Chine       | Suzhou       | Centre sportif de Suzhou                                | 60 000   | [ 10 ] |
| 18  | 23 novembre 2024  | Chine       | Nanchang     | Centre sportif international de Nanchang                | 40 000   |        |
| 19  | 6 décembre 2024   | Chine       | Nanning      | Centre sportif de Nanning                               | 80 000   |        |
| 20  | 7 décembre 2024   | Chine       | Nanning      | Centre sportif de Nanning                               | 80 000   |        |
| -   | 14 février 2025   | Royaume-Uni | Londres      | O2 Arena                                                | Annulé   |        |
| 21  | 28 février 2025   | États-Unis  | Las Vegas    | Dolby Live MGM Park                                     | 5 293    | [ 11 ] |
| 22  | 1er mars 2025     | États-Unis  | Las Vegas    | Dolby Live MGM Park                                     | 5 293    | [ 11 ] |
| 23  | 5 mars 2025       | États-Unis  | Seattle      | Angel of the Winds Arena                                | 7 362    | [ 12 ] |
| 24  | 9 mars 2025       | États-Unis  | New York     | Centre Barclays                                         | 12 546   | [ 13 ] |
| 25  | 14 mars 2025      | Canada      | Toronto      | Colisée Coca-Cola                                       | 6 668    |        |
| 26  | 15 mars 2025      | Canada      | Toronto      | Colisée Coca-Cola                                       | 6 668    |        |
| 27  | 29 mars 2025      | Australie   | Melbourne    | Rod Laver Arena                                         | 14 000   | [ 14 ] |
| 28  | 6 avril 2025      | Australie   | Sydney       | Théâtre du centre international de convention de Sydney | 8 000    |        |
| 29  | 12 avril 2025     | Malaisie    | Kuala Lumpur | Axiata Arena                                            | 12 000   |        |
| 30  | 13 avril 2025     | Malaisie    | Kuala Lumpur | Axiata Arena                                            | 12 000   |        |